# Helgdagar i Ukraina

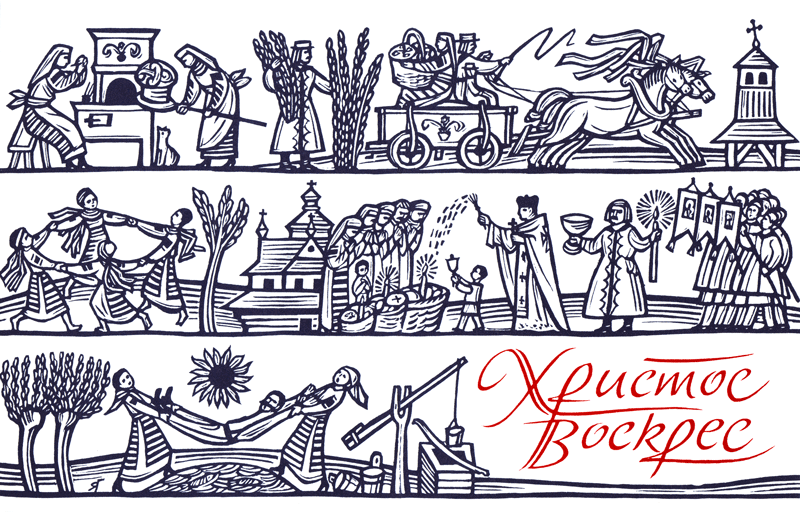
Påskvykort (av Jacques Hnizdovsky).

Helgdagar i Ukraina (ukrainska: Свята України) är officiella lediga dagar då arbetsgivare i Ukraina är skyldiga att förse sina arbetare med betalda lediga dagar. Bland alla helgdagar och minnesvärda dagar i Ukraina, i enlighet med artikel 73 i Ukrainas arbetslag som godkänts av Verkhovna Rada, har 11 dagar om året officiell status som icke-arbetsdagar från och med den 20 juli 2023. Nedan finns en komplett lista över helgdagar och arbetsfria dagar i Ukraina:

## Lista
| Datum             | Svenskt namn                                                                | Ukrainskt namn                                                                  | Transkribering                                                                | Anmärkningar |
| ----------------- | --------------------------------------------------------------------------- | ------------------------------------------------------------------------------- | ----------------------------------------------------------------------------- | --- |
| 1 januari         | Nyårsdagen                                                                  | Новий рік                                                                       | Novyi rik                                                                     | |
| 8 mars            | Internationella kvinnodagen                                                 | Міжнародний жіночий день                                                        | Mizhnarodnyi zhinochyi den                                                    | |
| Ickefast tidpunkt | Påsk                                                                        | Великдень                                                                       | Velykden                                                                      | Det firas enligt den gamla julianska kalendern |
| 1 maj             | Första maj                                                                  | День праці                                                                      | Den pratsi                                                                    | Fram till 2018 var den 2 maj också en allmän helgdag |
| 8 maj             | Minnesdagen och segern över nazismen under andra världskriget 1939-1945(en) | День пам'яті та перемоги над нацизмом у Другій світовій війні 1939 – 1945 років | Den pamiati ta peremohy nad natsyzmom u Druhii svitovii viini 1939-1945 rokiv | För att fira slutet av andra världskriget och de allierades seger över Nazityskland. Fram till 2023 firades Segerdagen över nazismen i andra världskriget 1939-1945 den 9 maj |
| Ickefast tidpunkt | Pingst                                                                      | Трійця                                                                          | Triitsia                                                                      | Det firas enligt den gamla julianska kalendern |
| 28 juni           | Ukrainas konstitutionsdag(en)                                               | День Конституції України                                                        | Den Konstytutsii Ukrainy                                                      | För att fira Ukrainas konstitution från 1996 |
| 15 juli           | Ukrainska statens dag(en)                                                   | День Української Державності                                                    | Den Ukrainskoi Derzhavnosti                                                   | För att fira kristnandet av Kievan Rus (28 juli till 2023) |
| 24 augusti        | Ukrainas självständighetsdag                                                | День Незалежності України                                                       | Den nezalezhnosti Ukrainy                                                     | Från Sovjetunionen 1991 (16 juli till 1992) |
| 1 oktober         | Dag för Ukrainas försvarare                                                 | День захисників і захисниць України                                             | Den zakhysnykiv i zakhysnyts Ukrainy                                          | Allmän helgdag sedan 2015 (14 oktober till 2022) |
| 25 december       | Jul                                                                         | Різдво Христове                                                                 | Rizdvo Khrystove                                                              | Religiös helgdag sedan 2017, tidigare firad den 7 januari (från 2017 till 2022 firas den 7 januari och 25 december)                                                           |

När en allmän helgdag infaller på en helg (t.ex. lördag eller söndag) förvandlas även följande arbetsdag (t.ex. måndag) till en officiell ledig dag.
Om det bara är en eller bara två arbetsdagar mellan en allmän helgdag och ytterligare en ledig dag så släpper Ukrainas ministerkabinett vanligtvis en rekommendation för att undvika detta gap genom att flytta dessa arbetsdagar till en viss lördag (det vill säga att ha oavbruten semester, men att kompensera detta genom att arbeta en annan dag som skulle vara en ledig dag). Vanligtvis gäller sådana rekommendationer endast de anställda vars lediga dagar är lördagar och söndagar.
Innan den Ortodoxa kyrkan i Ukraina bytte till den nya julianska kalendern i september 2023 hölls alla religiösa helgdagar enligt den julianska kalendern, sedan dess firas julen officiellt den 25 december.
Från 2017 till 2022 firades julen i Ukraina på två olika dagar, 7 januari (datumet för helgdagen enligt den julianska kalendern) och 25 december (datumet för helgdagen enligt den gregorianska och reviderade julianska kalendrarna). Från 2023 firas julen endast officiellt i Ukraina den 25 december.
I enlighet med del 6 i artikel 6 i Ukrainas lag "Om organisationen av arbetsförhållanden inom krigslagstiftningen" daterad 15 mars 2022, gäller inte bestämmelserna i artikel 73 i Ukrainas arbetslagstiftning under krigslagar och helger. arbetsdagar.

## Ukrainas allmänna helgdagar (inte helger)

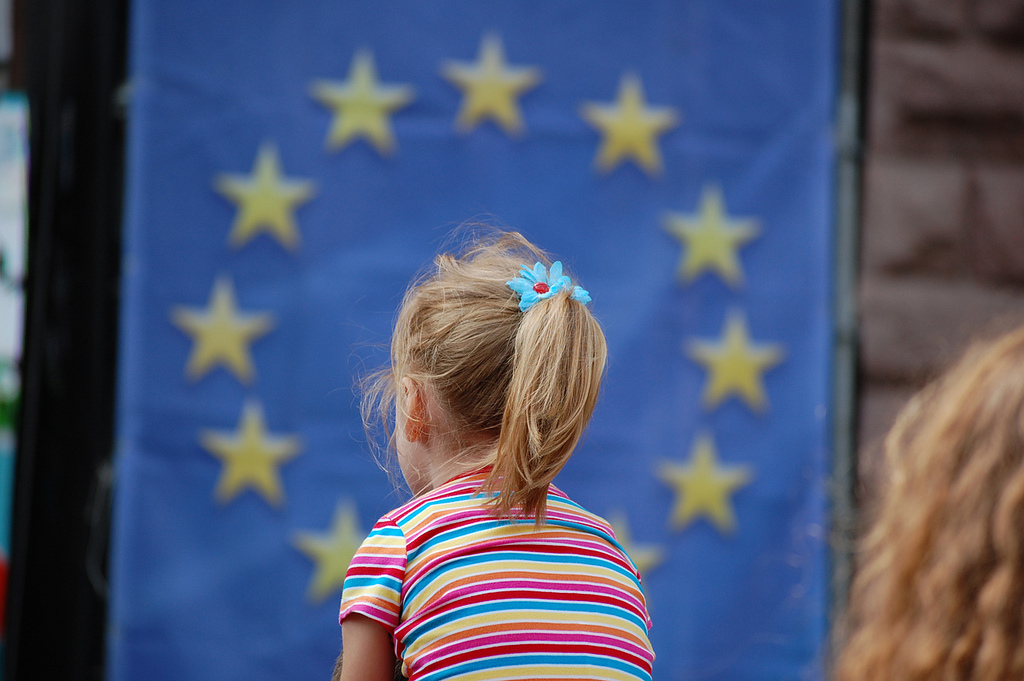
Firande av Europadagen på Chresjtjatyk, staden Kiev. 19 maj 2012.

- 22 januari – Dagen för Ukrainas församling(uk)[25]
- 9 maj – Europadagen[26]
- 23 augusti – Nationalflaggans dag i Ukraina[27]
- 21 november – Dag för värdighet och frihet(uk)[28]